# Estrid Svendsdatter
Estrid Svendsdatter (auch Estrith und Astrith; * vor 1010; † 1057/1073) war eine dänische Königstochter und Titularkönigin, durch ihre Ehen eine russische Fürstin und möglicherweise Herzogin der Normandie. Sie war eine Tochter von Sven Gabelbart und vielleicht Gunhilds von Polen sowie Schwester von Knut dem Großen. Als Ehefrau von Ulf Jarl war sie die Mutter von Sven Estridsson, König von Dänemark, und Björn Estridsson. Die nach ihr benannte Dynastie, das Haus Estridsson, regierte Dänemark von 1047 bis 1412. In Dänemark ist sie als Dronning Estrid (Königin Estrid) bekannt, obwohl sie nicht Monarchin und auch nicht mit einem König verheiratet war.
Nach abweichender Ansicht war sie die Tochter von Sven Gabelbart und Sigrid der Stolzen, die wiederum eine Tochter von Skoglar Toste war. Olof Skötkonung, der Sohn Sigrids mit Erik Segersäll, war demnach Estrids Halbbruder ebenso wie der von Knut dem Großen, Harald II. und Świętosława, den Kindern von Sven Gabelbart und Gunhild, der Tochter des polnischen Herzogs Mieszko I.

## Leben
Estrid wurde vor 1010 geboren. 1014 starb ihr Vater. Sie war angeblich kurz mit einem ungenannten russischen Prinzen verheiratet, der infolge der Kriege nach dem Tod des Großfürsten Wladimir I. 1015 starb (vielleicht Wsewolod Wladimirowitsch, Fürst von Wolhynien, Sohn des Großfürsten). Ihr Bruder vereinbarte nach seiner Thronbesteigung in England mit Herzog Richard II. von Normandie, Estrid mit dessen Sohn Robert zu verheiraten, wobei nicht bekannt ist, ob die Ehe jemals geschlossen wurde. Rodulfus Glaber berichtet in seinen Historiarum libri quinque, dass eine Schwester Knuts Robert heiratete, ohne ihren Namen zu nennen. Adam von Bremen hingegen berichtet von Estrids (er nennt sie Margarete) Ehe mit Richard II., sowie, dass sie Ulf heiratete, nachdem Richard nach Jerusalem gegangen war (Richard zog jedoch nicht nach Jerusalem, Robert dagegen wohl). Normannische Quellen hingegen erwähnen eine solche Heirat für keinen der beiden Herzöge, und die Historiker sind sich uneins, ob es sich hier um eine kurzlebige Ehe, eine Verlobung oder schlicht Konfusion handelt.
Ihr Bruder Knut arrangierte dann eine Ehe für sie mit Ulf Jarl, dem Jarl von Orkney, der aber 1026 auf seinen Befehl hin getötet wurde. Es ist möglich, dass der Mord mit Estrids Zustimmung geschah, da sie nicht das Vertrauen ihres Bruders verlor und von ihm große Ländereien erhielt.
Ihrem Sohn Sven gab sie eine Ausbildung durch die Kirche, spendete der Kirche und soll die erste Kirche aus Stein in Dänemark gegründet haben, den Dom zu Roskilde. Sie unterstützte den Versuch ihres Sohnes, die Herrschaft über Dänemark zu erringen. 1047 wurde Sven aufgrund der Abstammung seiner Mutter König in Dänemark und ist daher unter dem Beinamen Sven Estridsson (Sohn von Estrid) bekannt. Estrid selbst bekam den Ehrentitel einer Königsgemahlin (nicht Königinmutter). Sie wurde als „Königin Estrid“ bekannt, obwohl sie weder eine Monarchin noch Ehefrau eines Königs war. Die These, dass Estrids Sohn Sven Estridsson als Nachfolger Eduard des Bekenners die englische Krone angeboten bekommen hat, wird allgemein verworfen: Ulfs Schwester war Gytha, die Ehefrau von Earl Godwin von Wessex, was ihre Familie fest mit dem anglo-skandinavischen Lager verband.
Wann Estrid gestorben ist, ist nicht bekannt, ihr Tod liegt nicht vor 1057 und nicht später als 1073, da bekannt ist, dass Bischof Wilhelm von Roskilde, der in dieser Zeit im Amt war, ihr Begräbnis ausrichtete.

### Grab
Es wurde allgemein angenommen, dass sie am nordöstlichen Pfeiler des Doms beigesetzt wurde, aber eine Untersuchung im Jahr 2003 zerstreute diesen Mythos, da die Überreste einer Frau gehörten, die viel zu jung war, um Estrid zu sein. Die neue Theorie ist, dass das Zeichen auf dem Pfeiler sich auf Margareta Hasbjörnsdatter bezieht, die auch als Estrid bekannt ist und die mit Harald Hen,  Sohn von Sven Estridsson, verheiratet war.